# Gora Snezhnaja
Gora Snezhnaja är ett berg i Antarktis. Det ligger i Östantarktis. Australien gör anspråk på området. Toppen på Gora Snezhnaja är 1 034 meter över havet.
Terrängen runt Gora Snezhnaja är kuperad åt nordost, men åt sydväst är den platt.  Trakten är obefolkad. Det finns inga samhällen i närheten.